# Pacy-sur-Armançon
Pacy-sur-Armançon este o comună în departamentul Yonne, Franța. În 2009 avea o populație de 216 de locuitori.

## Evoluția populației
| An        | 1975 | 1982 | 1990 | 1999 | 2006 | 2009 |
| --------- | ---- | ---- | ---- | ---- | ---- | ---- |
| Populație | 254  | 221  | 205  | 233  | 237  | 216  |